# Sirusho
Siranush Harutyunyan (Yeveran, 7 de gener de 1987) coneguda professionalment com Sirusho (armeni: Սիրուշո), és una cantant i compositora armènia. Va rebre el seu primer premi quan tenia nou anys per la seva cançó "Lusabats". El primer àlbum d'estudi de Sirusho, Sirusho, va ser llançat l'any 2000; seguit del segon àlbum Sheram el 2005. El mateix any, va rebre els premis Future of Armenian Music, Millor àlbum i Millor intèrpret femenina als primers Premis Nacionals de Música Armènia.
Sirusho va assolir el reconeixement internacional després de representar Armènia al Festival de la Cançó d'Eurovisió 2008 amb la seva cançó coescrita "Qélé, Qélé" a Belgrad, Sèrbia. La cançó va acabar quarta a la final i es va convertir en un èxit a Europa. La BBC la va descriure com un "tresor nacional" d'Armènia durant el concurs.
El 2012, Sirusho va llançar el senzill "PreGomesh", que la va inspirar a fer el llançament d'una gamma de joies de plata fetes a mà amb el mateix nom, que representaven la cultura i l'artesania armènies barrejades amb les tendències de la moda modernes. Sirusho és la primer artista armènia a ser nominada dues vegades als World Music Awards amb "PreGomesh".
El 2013, la revista W va incloure a Sirusho a la seva llista de "6 ídols no americans", i apuntava que "la porta encara està oberta perquè Sirusho introdueixi al món un so i un llenguatge en gran manera desconeguts a Occident". El 2017, Sirusho va ser guardonada amb el títol d'Artista Honorat d'Armènia per decret del president Serzh Sargsyan. L'estil musical de Sirusho reflecteix els sons tradicionals armenis barrejats amb la música moderna.

## Discografia
- 2000 - Sirusho
- 2005 - Sheram
- 2007 - Hima
- 2008 - Qele qele